# Cirkus (antika)
Cirkus (lat. circus - "krug") izvorno je naziv za pozornicu ili arenu kružnog ili ovalnog oblika u kojoj su se izvodile primjerice za utrke konja, utrke dvokolica, borbe gladijatora ili druge predstave. Kod Rimljana razvile su se javne igre (ludi) od svečanosti, koje su se priređivale u znak zahvalnosti pojedinim bogovima, te su prema tomu stajale u vezi s religijom i bogoštovljem. Tako je bilo još i u kasno carsko doba, kad je poštovanje bogova bilo gotovo sasvim zanemareno. 

## Povijest
Najstarije igre bile su one, koje su se vršile u cirku (ludi circenses). Prastari rimski Circus Maximus koji su prema predaji sagradili kraljevi, nalazio se u dolini između Palatina i Avcntina. Sama riječ circus označuje trkaću stazu. Kakva su bila trkališta, možemo vidjeti po iskopinama, koje su 1823. otkrivene nedaleko Rima u razvalinama mjesta Bovile (Bovillae). 
Circus Maximus bio je dug oko 600 m, a širok oko 100 m. Oko trkaće staze nalazila su se u terasama sjedišta. Na jednoj užoj strani bila su triumfalna vrata (porta triumphalis), koja su se tako zvala zato, što je vojskovođa, koji je slavio slavlje, prigodom svoga ulaska u grad kroz njih ulazio u cirkus, dok su na drugoj strani bila spremišta (carceres) za trkaća kola. Ta su spremišta bila prema cirku zatvorena prijevornicama koje su se mogle u isti mah otvoriti. S obje strane spremišta bila je smještena po jedna kula (oppidum). Sama spremišta bila su postavljena koso, tako da su sva kola bila podjednako daleko od pravog početka utrkivanja. U određenoj udaljenosti od obje uže strane cirka bio je podignut onizak zid (spina), pred kojim su na oba kraja na posebnom podnožju stajala po tri čunjasta stupa (metae). To su bila za vozače najopasnija mjesta, jer je svaki nastojao, da mu staza bude što kraća, pa je zato tjerao kola što bliže meti, pri čemu su često kola zapela o metu i razbila se. Na spini je na jednoj polovini bilo postavljeno 7 jajastih tjelesa (ova), a na drugoj 7 dupina. Kako se sama utrka (missus) sastojala od 7 optrka, to se nakon svake optrke po jedno »jaje« skinulo i po jedan dupin okrenuo. Za utrkivanje služio je dvopreg (bigae) ili četveropreg (quadrigae), a vozač se zvao auriga. 
Utrke su u Rimu bile veoma omiljele. Na njih je narod grnuo u silnom broju (u circus maximus stalo je u Augustovo doba 110-120.000 ljudi, dok ih je u Konstantinovo doba nakon različitih dogradnja moglo stati i preko 180.000). To je mnoštvo sa silnim zanimanjem pratilo utrke i stvaralo stranke (Auriga). Stoga i kaže Juvenal X. 81, da svjetina ne traži ništa drugo do li panem et circenses (kruha i igara). Osim utrka priređivale su se u cirku i hajke na zvjerad i borbe gladijatora. U carsko doba bilo je u cirku i vojničkih priredaba. Jedna od njih zvala se trojanska igra (ludus Troiae); na njoj su se kao u kakvom turniru rimski mladići iz uglednih porodica borili na konjima.
Uz Cirkus Maximus imao je Rim još samo jedan javni cirkus; to je Cirkus Flaminius, što ga je 221. pr. Kr. sagradio Gaj Flaminije nedaleko mjesta, gdje Flaminijeva cesta izlazi iz Rima. Cirkus u vrtovima Agripininim nije služio javnosti (c. Cai et Neronis). U neposrednoj blizini Rima bili su cirkusi Arvaiske braće, već spomenuti cirkus u Bovili, u koji je moglo stati do 8000 ljudi, i cirkus Maksencijev na Apijevoj cesti nedaleko groba Cecilije Metele. U njemu je bilo mjesta za 23.000 ljudi. Kako je od njega ostalo veoma mnogo ostataka, radi se na tomu, da se obnovi.
Cirka je bilo i drugdje po Italiji i izvan nje.